# Loon op Zand
Loon op Zand – gmina w prowincji Brabancja Północna w Holandii. 1 stycznia 2014 roku liczyła sobie 23 104. Przebiega przez nią droga N261.
Stolicą gminy jest Kaatsheuvel, miasto liczące 16 280 mieszkańców. Prócz niej leżą tam jeszcze dwie miejscowości: Loon op Zand (5860) oraz De Moer (530).
Na terenie gminy leży największy park rozrywki w Holandii, Efteling.